# Peter Truedsson
Peter Truedsson, född 25 juli 1961, är en svensk före detta fotbollsspelare. 
Truedsson kom till Öster från IFK Karlshamn och gjorde under debutsäsongen sju mål i allsvenskan. 
Han spelade i Östers IF 1981-1988 och blev svensk mästare 1981. 
Han spelade 7 A-landskamper för Sverige (1982–1988). Han debuterade i A-landslaget den 5 maj 1982 i en träningslandskamp mot Danmark. Sex år senare blev han målskytt i både träningslandskampen mot Östtyskland i januari och gjorde även kvitteringen på Olympiastadion i Berlin i För-EM mot Västtyskland den 31 mars 1988. Det var hans sjunde och sista landskamp.
1988 bytte Truedsson till Mjällby AIF.